# Slavia Sofia
Lo Slavia Sofia è una società polisportiva di Sofia che comprende le seguenti sezioni:
- PFC Slavia Sofia - squadra di calcio maschile
- BK Slavia Sofia - squadra di pallacanestro maschile e femminile